# Amazone (Schiff, 1901)
Die Amazone, das zweite Schiff der Kaiserlichen Marine mit diesem Namen, war ein Kleiner Kreuzer der Kaiserlichen und danach der Reichsmarine.

## Baugeschichte
Die Amazone war das dritte auf der Germaniawerft in Kiel gebaute Schiff der Gazelle-Klasse. Die Kiellegung erfolgte im Dezember 1899 kurz nach dem Stapellauf des Schwesterschiffes Nymphe. Der Stapellauf fand am 6. Oktober 1900 statt. Am 15. Oktober 1901 erfolgte die erste Indienststellung des Schiffes unter Korvettenkapitän Ludwig Bruch als siebtes und letztes Schiff der ersten Serie der Klasse.
Der maximal 3.082 t verdrängende Kreuzer war 104,8 m lang, 12,2 m breit und konnte bei 9.018 PSi auf zwei Schrauben im Test 21,3 Knoten laufen und war damit etwas langsamer als die geplanten 21,5 Knoten. Er verfügte über die Standardbewaffnung seiner Klasse mit zehn 10,5-cm-L/40-Schnellfeuergeschützen, zehn 3,7-cm-Maschinenkanonen und zwei 45-cm-Torpedorohren. Die normale Besatzungsstärke betrug 257 Mann.

## Erste Einsätze
Am 21. Dezember 1901 wurde die Amazone als Aufklärungskreuzer in die Flotte übernommen. Bei der ersten großen Verbandsfahrt wurde sie vom Linienschiff Kaiser Wilhelm II. hinter dem Fockmast gerammt. Sie blieb schwimmfähig, die Beseitigung des Schadens zog sich in der Werft bis in den Juli 1902 hin. Schon im September kam es zu einer erneuten Beschädigung, als sie im Rahmen der Herbstmanöver ein „Bord-an-Bord“-Manöver mit dem Hilfslazarettschiff Hansa übte. Der erneut nötige Werftaufenthalt verhinderte eine geplante Entsendung des Kreuzers nach Venezuela.
Als der Verband der Aufklärungsschiffe der Hochseeflotte am 1. März 1903 als neue Kommandostelle geschaffen wurde, wurde die Amazone diesem zugeteilt.
Der Ruf des Kreuzers, das unfallträchtigste Schiff der Flotte zu sein, wurde weiter gefestigt, als die Amazone auf der Atlantikreise des I. Geschwaders am 2. Juni 1903 in Brest auflief, das sie als Postholer anlaufen sollte. Der Schaden hielt sich in Grenzen, da – wie für derartige Fälle geplant – nur ein Teil des Loskiels abbrach. Sie kam bei Hochwasser wieder frei, das Verfahren gegen Kommandant und Navigationsoffizier endete mit Kammerarresten für beide.
Ab 1904 wurde der Kreuzer im Aufklärungsverband häufig als Führungsschiff der 1. Torpedobootsflottille eingesetzt. Am 12. August 1904 erlitt das Schiff seinen nächsten Unfall, als es auf der Kieler Förde von der russischen Bark Anna gerammt wurde. Am 3. März 1905 folgte eine Kollision mit dem Torpedoboot D 6, das vom Kreuzer eingeschleppt werden konnte. Er selbst musste für drei Wochen in die Werft zur Reparatur. Am 28. September 1905 schied die Amazone aus dem Verband der Aufklärungsschiffe aus, in dem sie vom Kleinen Kreuzer Berlin ersetzt wurde, der auch die Besatzung übernahm. Die Amazone wurde der Reserve zugeordnet.

## Kriegseinsatz
Am 2. August 1914 wurde die Amazone wieder in Dienst gestellt und der Küstenschutzdivision der Ostsee zugewiesen. Sie nahm an den Aktivitäten des Detachierten Admirals in der östlichen Ostsee teil, schleppte zum Beispiel das alte U 3 nach Dagerort, unterstützte Kräfte des Heeres im Raum Memel und beschoss die litauische Küste. Am 26. August barg sie zusammen mit dem Torpedoboot V 26 über 300 Verwundete und Besatzungsmitglieder von der bei Odensholm an der estnischen Nordküste aufgelaufenen Magdeburg. Am 9./10. Oktober schleppte sie das mit Maschinenhavarie liegengebliebene U-Boot U 25 nach Danzig zurück. Wegen ihrer geringen Geschwindigkeit blieb die Amazone bei Vorstößen oft zurück und wurde zum Jahresende in die westliche Ostsee versetzt, unter anderem sicherte sie die Fähre Saßnitz – Trelleborg.
Ab März 1916 bis März 1917 diente sie der U-Boot-Schule zur Zieldarstellung. Im August 1916 gab sie die 10,5-cm-Geschütze ab und wurde mit sechs 8,8-cm-Schnellfeuergeschützen bewaffnet. Danach war sie bis Kriegsende Wohnschiff in Kiel.

## Dienst bei der Reichsmarine

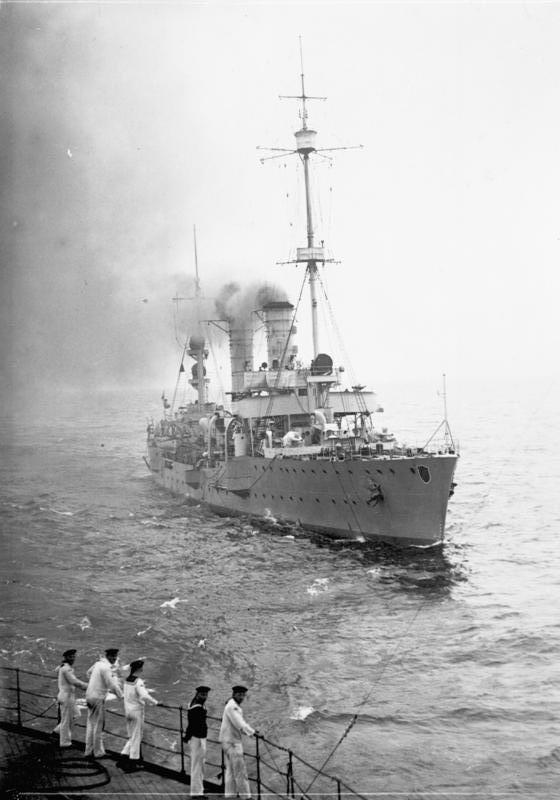
August 1929: Arcona mit modernisierter Bugform

Der alte Kreuzer wurde 1921 bis 1923 von der Marinewerft in Wilhelmshaven modernisiert. Statt des ausladenden Rammsporns erhielt er einen modernen Kreuzerbug und einen neuen Fockmast.
Am 1. Dezember 1923 stellte die modernisierte und jetzt mit ehemaligen U-Boot-Kanonen bewaffnete Amazone in Dienst und wurde dem Befehlshaber der leichten Seestreitkräfte der Nordsee, ab April 1925 Befehlshaber der Seestreitkräfte der Nordsee zugewiesen. 1925 machte sie ihre erste Auslandsreise nach Rotterdam und fuhr auch noch nach Norwegen. 1926 nahm sie an der Flottenreise mit dem Flottenflaggschiff Schleswig-Holstein in das Mittelmeer ab dem 14. Mai teil, die bis zum 17. Juni dauernden Atlantik- und Spanienreise und an der alle großen Einheiten des Flottenkommandos der Reichsmarine teilnahmen: die Linienschiffe Hannover, Elsass und Hessen und das Schwesterschiff der Amazone, der Kreuzer Nymphe der Ostseestation, an der Reise teil. Die Amazone besuchte mit Schleswig-Holstein und Hessen unter anderem vom 22. bis zum 30. Mai Palma de Mallorca. Es war die erste große Reise eines Verbandes der Reichsmarine. 1927 nahm sie an der Flottenreise vom 29. März bis zum 16. Juni in den Atlantik teil, auf der die beteiligten Schiffe verschiedene Häfen in Gruppen anliefen. Die Amazone lief abweichend von der Planung zuerst Pontevedra vom 2. bis zum 5. April an, da die Nymphe in Ferrol einen Schaden an der Rudermaschine beheben lassen musste. Am 9. April lief sie dann zusammen mit dem ehemaligen Schulkreuzer Berlin den Hafen von Santa Cruz de Tenerife an, von wo sie am 18. zu den Kap Verden nach Porta da Praia weitermarschierte. Der nächste Hafen für den Kreuzer war dann La Luz bei Las Palmas de Gran Canaria und am 11. Mai traf sie dann in Madeira wieder mit der Berlin zusammen, die allerdings früher wieder in See ging, um erst einem portugiesischen Segler, dann dem deutschen Dampfer Cuba Hilfe zu leisten. Am 24. Mai traf die Amazone in Ponta Delgada, Azoren, wieder auf die Berlin mit ihrem in Sicherheit gebrachten Schützling. Anschließend besuchte die Amazone noch mit ihrem Schwesterschiff Nymphe Anfang Juni Sevilla, ehe die Reise mit einem Aufenthalt in Lissabon und einer Parade der vier Linienschiffe und drei Kreuzer vor dem portugiesischen Staatspräsidenten endete. 1928 besuchte die Amazone Norwegen und 1929 als letzten Auslandshafen Göteborg.
Am 15. Januar 1930 wurde die Amazone dann endgültig außer Dienst gestellt und durch den neuen Leichten Kreuzer Köln ersetzt.

## Verbleib
Am 31. März 1931 wurde die Amazone aus der Liste der Kriegsschiffe gestrichen. Nach dem offiziellen Ende ihrer Dienstzeit war sie Wohnschiff bei der U-Boot-Abnahmekommission in Kiel. Ab dem 6. Oktober 1939 wurde der ehemalige Kreuzer vom Erprobungskommando für Kriegsschiffneubauten (Gruppe U-Boote) als Beischiff verwendet.
Nach 1945 wurde sie nochmals als Wohnhulk in Bremen eingesetzt. Die Idee, sie in eine Jugendherberge umzubauen, wurde nicht realisiert. Im Jahr 1954 wurde das Schiff in Hamburg abgewrackt.

## Kommandanten
| 15. November 1901 bis September 1902      | Korvettenkapitän/Fregattenkapitän Ludwig Bruch    |
| Oktober 1902 bis April 1904               | Korvettenkapitän/Fregattenkapitän Gerhard Gerdes  |
| April 1904 bis Mai 1904                   | Korvettenkapitän Leberecht Maaß                   |
| Mai 1904 bis April 1905                   | Korvettenkapitän/Fregattenkapitän Rudolf Berger   |
| April bis Mai 1905                        | Korvettenkapitän Leberecht Maaß                   |
| Mai bis 28. September 1905                | Fregattenkapitän Rudolf Berger                    |
| 2. August 1914 bis Oktober 1914           | Korvettenkapitän Johannes Horn                    |
| Oktober 1914 bis 14. März 1917            | Korvettenkapitän/Fregattenkapitän Max Lutter      |
| 1. Dezember 1923 bis 23. März 1925        | Kapitän zur See Walter Gladisch                   |
| 24. März 1925 bis 23. September 1926      | Kapitän zur See Eduard Eichel                     |
| 24. September 1926 bis 27. September 1927 | Fregattenkapitän Alfred Saalwächter               |
| 28. September 1927 bis 11. Oktober 1929   | Fregattenkapitän/Kapitän zur See Albrecht Meißner |
| 12. Oktober 1929 bis 15. Januar 1930      | Fregattenkapitän Ludwig von Schröder              |

## Bekannte Besatzungsangehörige
- Bernhard Rogge (1899–1982), war von 1957 bis 1962 als Konteradmiral Befehlshaber des Wehrbereichs I